# جورج كوفي
جورج كوفي (بالإنجليزية: George Coffey)‏ هو عالم عملات أيرلندي، ولد في 1857، وتوفي في 1916.